# Generocídio
Generocídio é o sistemático assassinato de membros de um determinado gênero. O termo está relacionado com os conceitos gerais de violência e assassinato contra vítimas por causa de seu gênero, como a violência contra as mulheres e homens sendo problemas tratados pelos esforços de direitos humanos.
Generocidio é semelhante ao termo genocídio em infligir homicídios em massa; no entanto, generocídio traça metas de classificações específicas. Estruturas político-militares têm historicamente infligido divisões governadas por militantes entre feminicídio, androcídio, travesticídio e transfeminicídio; políticas seletivas de gênero aumentam a violência em populações de gênero devido a sua importância socioeconômica.
O generocídio é relatado como um problema crescente em vários países. As estatísticas do censo relatam que em países como a China e a Índia, a proporção entre homens e mulheres é de 120 homens para cada 100 mulheres. O generocídio também assume as formas de infanticídio e violência letal contra um determinado gênero em qualquer fase da vida.
O Holocausto cai dentro da categoria de genocídio, mas também podem ser classificados como generocida; nesses casos, as mulheres foram escolhidas para execução mais do que os homens, e as mulheres foram enviadas para "campos de trabalho", onde muitas foram mortas. Estruturas patriarcais que concebem as mulheres como responsáveis pela criação de futuros combatentes são, juntamente com os idosos e os jovens, "alvejados como parte do extermínio das raízes e ramos"; o abate das mulheres é percebido como uma reprodução severa.

## Origem do termo
O termo gendercide foi cunhado pela feminista norte-americana Mary Anne Warren em seu livro de 1985, Generocídio: As Implicações da Seleção do Sexo. Ela se refere ao assassinato em massa seletivo de gênero. Warren desenhou "uma analogia entre o conceito de genocídio" e o que ela chamou de "gendercídio". Em seu livro, Warren escreveu:
Por analogia, o generocídio seria o extermínio deliberado de pessoas de um determinado  (ou gênero).  Outros termos, como "ginocídio", "ginecídio" e "femicídio", têm sido usados para se referir à matança injusta de meninas e mulheres.  Mas "gendercide" é um termo gênero-neutro, em que as vítimas podem ser homens, mulheres ou pessoas não-binárias.  Há uma necessidade para um termo sexualmente neutro, já que o assassinato sexualmente discriminatório é tão errado quando as vítimas são do sexo masculino. O termo também chama a atenção para o fato de que os papéis de gênero frequentemente tiveram consequências letais, e que estes são em aspectos importantes análogos às conseqüências letais do preconceito racial, religioso e de classe.

## Feminicídio

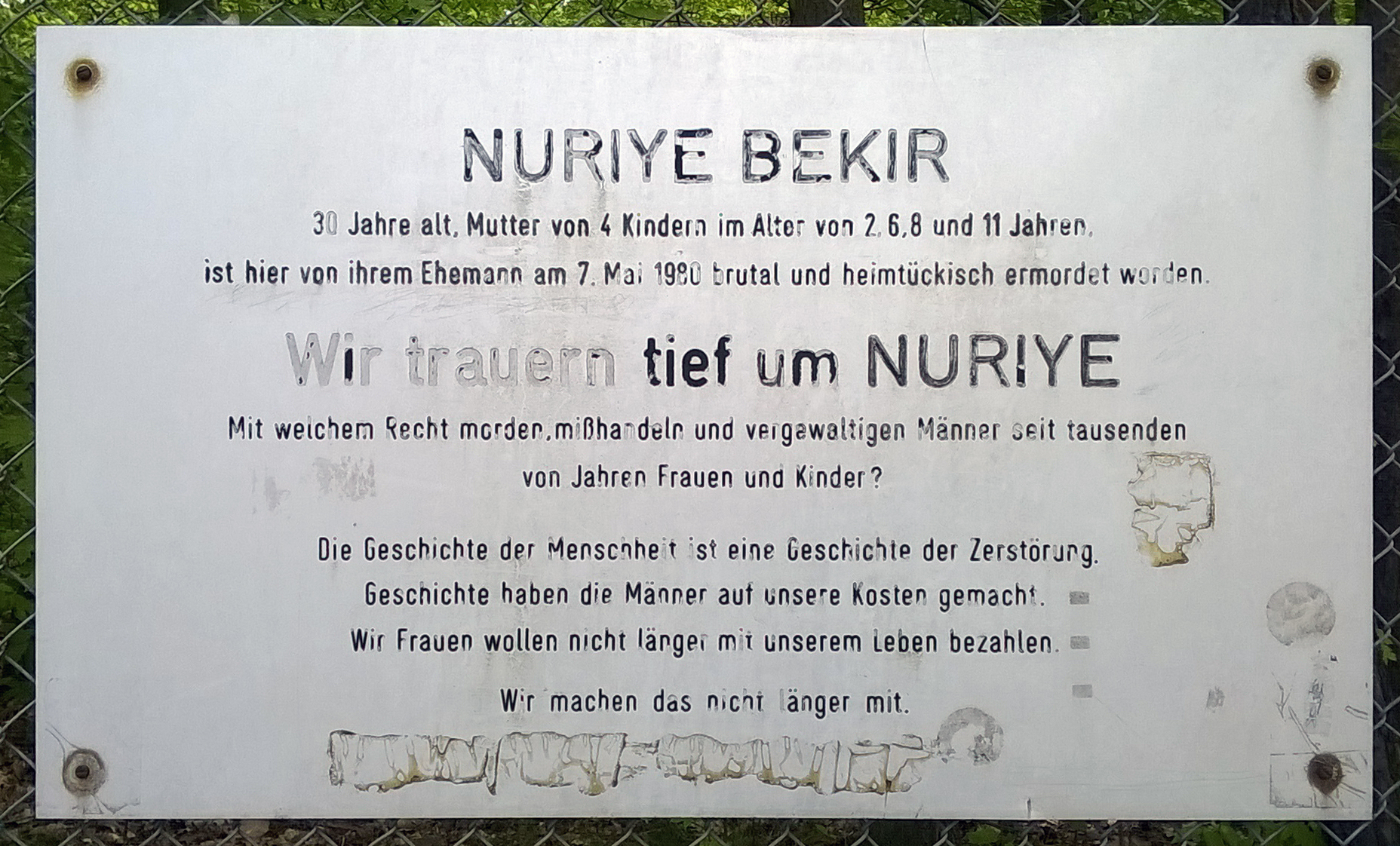
Placa memorial em Berlim para Nuriye Bekir, que foi assassinada em um crime de "honra"

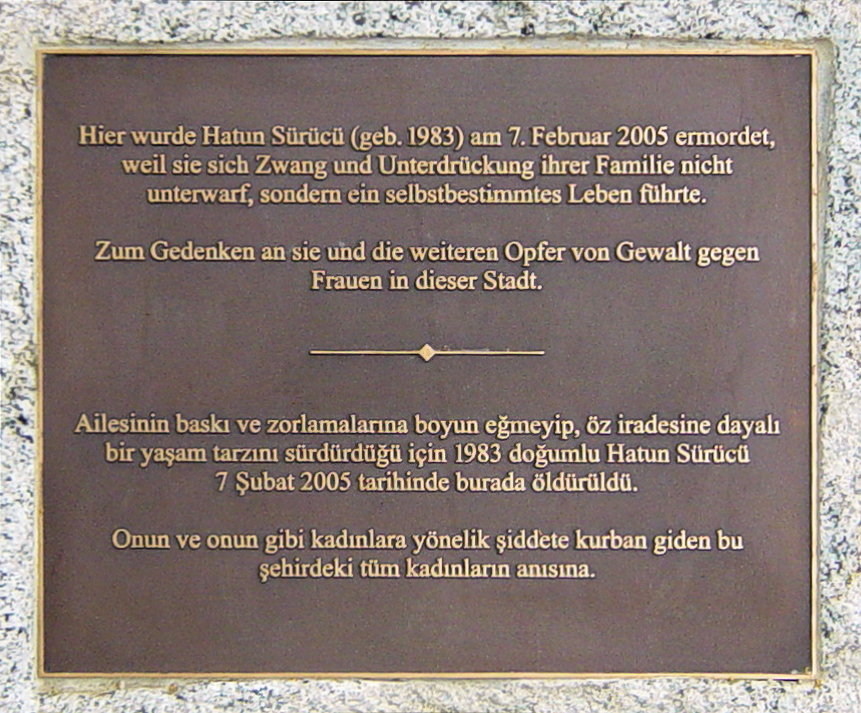
Placa memorial para Hatun Sürücü em Berlim. A mulher curda da Turquia assassinada aos 23 anos pelos irmãos em um crime de "honra"

O femicídio ou feminicídio é definido como o assassinato sistemático de mulheres por várias razões, geralmente culturais. A palavra é atestada a partir da década de 1820. De acordo com as Nações Unidas, a proporção biologicamente normal ao nascimento varia de 102 a 106 homens por 100 mulheres. No entanto, razões mais altas que o normal - algumas vezes tão altas quanto 130 - foram observadas. Isso agora está causando preocupação crescente em alguns países do sul da Ásia, leste da Ásia e da Ásia Central. Tais disparidades quase sempre refletem uma preferência por meninos como resultado de fatores sociais, culturais, políticos e econômicos profundamente enraizados.
A forma mais difundida de femicídio está na forma de infanticídio seletivo de gênero em culturas com fortes preferências por filhos do sexo masculino, como a China e a Índia. De acordo com as Nações Unidas, as proporções entre homens e mulheres, que variam de 102 a 106 meninos para cada 100 meninas em circunstâncias normais, sofreram mudanças radicais.
Proporção de sexo ao nascer ao longo do tempo na China:
- 106:100 em 1979 (106 meninos para cada 100 meninas)
- 111:100 em 1988
- 117:100 em 2001
- 120:100 em 2005

Na Índia, as crianças do sexo masculino são as preferidas, porque os pais estão procurando herdeiros que vão cuidar deles na velhice. Além disso, o custo de um dote, o preço a família tem de pagar por sua filha a casar, está muito em alta na Índia; enquanto um herdeiro homem traria um dote para a família por meio do casamento. De acordo com o Britânico publicação, The Independent, em 2011, o censo revelou 7,1 milhões a menos meninas do que meninos com idade inferior a sete anos de idade, a partir de 6 milhões, em 2001, e de 4,2 milhões, em 1991. A proporção de sexos na faixa etária agora é 915 meninas 1.000 meninos, o mais baixo desde que os registros começaram em 1961.
O crime de honra e a autoimolação aceitos ou tolerados pela administração curda no Curdistão iraquiano foram rotulados como "generocídio" por Mojab (2003).
Há relatos de feminicídios em Ciudad Juárez, Chihuahua, México onde 411 assassinatos de mulheres foram qualificados como em série e/ou de caráter sexual, por violência doméstica, femicídios íntimos e ódio contra mulheres. A resposta a esses assassinatos é a criminalização do feminicídio no país.
Mecanismos contemporâneos de generocídio estão dentro da violência sexualizada contra as mulheres; as mulheres da "África Subsaariana (Serra Leoa, República Democrática do Congo, Angola) em áreas que também estão no coração do "cinturão da AIDS"", não estão apenas em risco por viverem nos lugares onde "os casos atuais de estupro são em larga escala", mas também suscetíveis à contratação de táticas generalizadas do HIV contra mulheres incluem a retenção sistêmica de cuidados médicos e nutricionais, predominantemente ocorrendo "em toda a extensão do "patriarcado profundo" que se estende do leste ao oeste da Ásia e ao norte da África"; expectativa de vida feminina está diminuindo substancialmente e está dentro da faixa de adolescentes a trinta anos devido a mortes durante o período de gestação durante o parto. Adam Jones, co-fundador da Gendercide Watch, uma plataforma de pesquisa online criada para difundir a conscientização, estima que a negação de cuidados e saúde a mulheres equivale aproximadamente ao mesmo pedágio do que o genocídio de Ruanda de 1994 por ano.
Mais de 200.000 morrem de hemorragia, dando à luz em ônibus ou carrinhos de boi. A falta de educação em saúde restringe o conhecimento médico comum, portanto, os espectadores são incapazes de oferecer assistência. Além disso, a taxa de baixas por abortos auto-administrados é de aproximadamente 75.000. Eclâmpsia, uma condição possível pré, durante e após o parto, é caracterizada por convulsões devido à pressão alta, mata mais 75.000 por danos ao cérebro e rins. Além disso, 100.000 morrem de sepse; contrair através de infecções não tratadas do útero e fragmentos remanescentes da placenta que envenenam a corrente sanguínea. Além disso, as vítimas femininas devido a obstruções trabalhistas escalonam a faixa de 400.000.
Adam Jones elaborou possíveis soluções para ajudar a crise na África. Ele concluiu que o tratamento "significaria treinar cerca de 850.000 trabalhadores de saúde, de acordo com os relatórios da UNICEF e da Organização Mundial da Saúde, bem como [financiar] os medicamentos e equipamentos necessários. O custo total seria de US$ 200 milhões, cerca do preço de meia dúzia de caças a jato".

### Transfeminicídio
O transfeminicídio, também chamado de transfemicídio e travesticídio, é classificado como o assassinato sistemático de mulheres trans e travestis. Se enquadra dentro do termo transgenerocídio, que se caracteriza como uma política disseminada, intencional e sistemática de eliminação da população trans, motivada pelo ódio e nojo.

## Androcídio

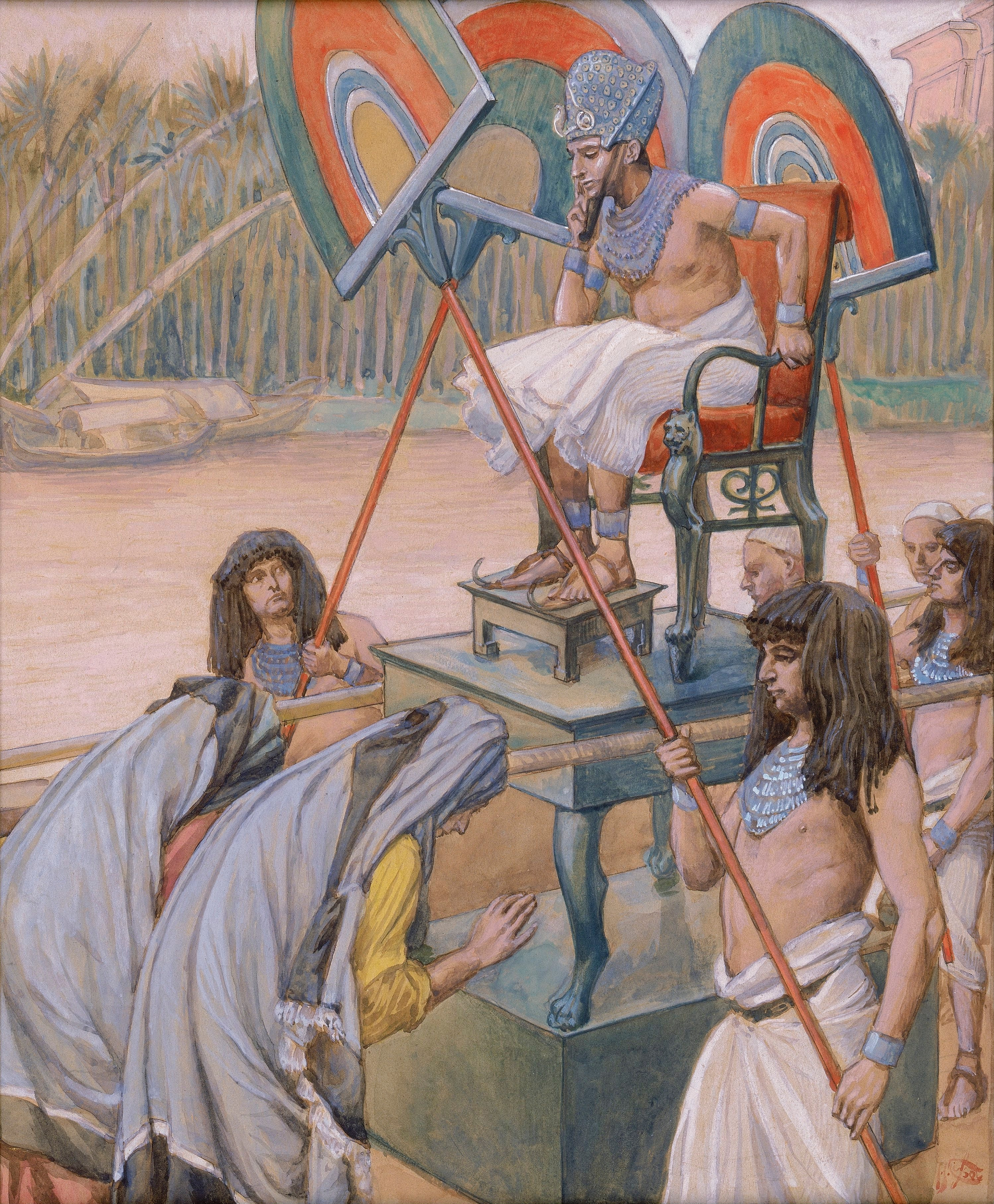
Faraó e as parteiras, James Tissot c. 1900. Em Êxodo 1: 15-21, Puah e Shiphrah foram ordenados por Faraó a matar todos os bebês recém-nascidos, mas eles desobedeceram.

Androcidio é um neologismo, que se refere à matança sistemática de homens ou meninos, por várias razões, geralmente culturais. O androcidio pode acontecer durante a guerra para reduzir um potencial grupo de soldados inimigos.
Um incidente androcida foi o massacre de Srebrenica de aproximadamente 8.000 homens e meninos bósnios em 12 de julho de 1995, governado como um ato de genocídio pela Corte Internacional de Justiça. Desde a manhã de 12 de julho, as forças sérvias começaram a reunir homens e meninos da população de refugiados em Potočari e mantê-los em locais separados, e quando os refugiados começaram a embarcar nos ônibus para o norte em direção ao território de Bósnia e Herzegovina, soldados sérvios separaram homens de militares idade que estavam tentando subir a bordo. Ocasionalmente, homens mais jovens e mais velhos também eram parados (alguns com 14 ou 15 anos).

## Na ficção
O filme de 2003 Matrubhoomi: Uma Nação Sem Mulheres, um filme indiano dirigido por Manish Jha, apresenta uma situação distópica que resultou em 2050 da violência acumulada contra as mulheres ao longo de muitos anos. Um homem rico em uma aldeia descobre a existência de uma jovem não muito longe de sua casa, e ele compra a mulher como uma escrava sexual para ser usada por ele e seus filhos. Nesta cidade miserável em que apenas homens existem à parte dela, a família do homem rico é dilacerada enquanto a vítima se vê impiedosamente dominada por mais homens. O filme recebeu elogios da crítica, com a natureza franca da brutalidade e do desespero retratados sendo citados por muitos críticos, e provocou um aumento do debate sobre o problema contemporâneo de estupro na Índia e outras questões de direitos humanos no país.
O livro The Handmaid's Tale de 1985, descreve uma história de uma ditadura militar fascista controlada por um grupo de ideólogos teocráticos. Com a população de homens e mulheres ter sido amplamente cortada, mulheres em idade fértil são números relativamente escassos e mulheres não-férteis são forçadas a se tornar impessoa (não-pessoa). As mulheres férteis são consideradas propriedade com poucos direitos, sendo incapazes de ler e fazer outras atividades básicas. A autora canadense Margaret Atwood criou o trabalho como uma advertência sobre o totalitarismo e a opressão às mulheres na era moderna; em particular, ela havia experimentado uma bolsa de estudos na então dividida Berlim no início dos anos 80, visitando as áreas dominadas pelos soviéticos e testemunhando um desespero geral, que ajudou a inspirar o início do livro.